# Терехов, Владимир Николаевич
Владимир Николаевич Терехов (род. 11 января 1946) — советский спортсмен. Мастер спорта СССР международного класса (хоккей с мячом).

## Биография
Родился 11 января 1946 года в Ульяновске. Начал играть в 1957 году в Ульяновске в детской команде «Зенита». Выступал за команды «Волга» (Ульяновск) и СКА (Хабаровск). Один из ведущих игроков «Волги» на протяжении многих лет, долгое время был капитаном. Хорошо играл в хоккей на траве.
После завершения спортивной карьеры был тренером, главным тренером и тренером-селекционером «Волги».

## Достижения

### Хоккей с мячом
— Спартакиада народов РСФСР — 1966 

 — Серебряный призёр чемпионата СССР — 1972

 — Бронзовый призёр чемпионата СССР — 1969, 1970, 1976, 1977 

В списки 22 лучших игроков сезона входил 2 раза −1972 и 1973

### Хоккей на траве
— Чемпион СССР — 1970, 1971, 1974 

 — Серебряный призёр чемпионата СССР — 1972, 1976 

 — Бронзовый призёр чемпионата СССР — 1975 